# Cariblattoides belenensis
Cariblattoides belenensis är en kackerlacksart som beskrevs av Rocha e Silva 1964. Cariblattoides belenensis ingår i släktet Cariblattoides och familjen småkackerlackor. Inga underarter finns listade.